# Kluizenarij en kapel van Sint-Thibaut
De kluis en de kapel van Sint-Thibaut is gelegen bij Marcourt in de gemeente Rendeux in de Belgische provincie Luxemburg. Het religieuze gebouw bestaat uit twee delen die samengevoegd zijn tot een kapel. Ze is gelegen op een hoge beboste rots, de Mont Aigu, met uitzicht over de vallei van de Ourthe. In de nabijheid van de kapel bevindt een bron die als miraculeus bekendstaat. In de periode van de 11e tot de 17e eeuw ontwikkelde hier zich een cultus rondom de heilige Theobaldus van Provins. De kapel werd gebouwd in de zeventiende eeuw.
Aan de westkant van de kluizenaarswoning en kapel bevindt zich een calvarieberg met fundamenten van het verdwenen kasteel. Een steil pad vanaf de Ourthe aan de voet van de heuvel loopt naar de kapel en passeert onderweg de bron van Sint-Thibaut.
De kapel ligt op een hoogte van 380 meter boven de zeespiegel.

## Geschiedenis
Sinds de 11e eeuw stond er op de rots een versterkt kasteel van de graven van Montaigu met een kapel gewijd aan St. Thibaut, pelgrim en kluizenaar die stierf in 1066 en heilig verklaard werd in 1073.
In 1413 werd het kasteel samen met de kapel van het kasteel verwoest door een brand die was aangestoken door Antoon van Brabant en werd nooit meer herbouwd, maar de bedevaarten naar St. Thibaut blijven komen met de op honderd meter daaronder gelegen bron. Fundamenten van het kasteel zijn nog steeds zichtbaar met onder de calvarieberg de fundamenten van de slottoren.
In 1600 werd er, nadat er twee wonderen hadden plaatsgevonden, in de ruïnes van het kasteel een groot kruis opgericht. De pelgrims worden steeds talrijker en namen van het kruis splinters mee als aandenken. In 1608 werd er een calvarieberg aangelegd waarbovenop een kruis stond, met in de voet van het kruis een beeldhouwwerk van Sint-Theobaldus die gekleed was als kluizenaar (in een zwart kleed).
De eigenaar van deze plek, gravin Josine de la Marck, besloot in 1622 een kapel te bouwen. Zij stierf echter in 1626 waardoor zij dit besluit niet kon realiseren. In 1639 werd het project gerealiseerd door actieve tussenkomst van de priester van Marcour, Charles Jamotte, en met de actieve steun van gelovigen uit de omliggende parochies (Marcourt, Hotton, Dochamps) die het nodige materiaal, transport en arbeid leveren. De stenen van de kapel kwamen uit de directe omgeving, de kalk werd door Hotton geschonken, de leistenen door Dochamps en het hout door Marcourt.
In 1642 werd er een kluizenarij van twee kamers aan de kapel toegevoegd. In 1660 werd de kapel ingewijd. Wie ervoor koos om als kluizenaar hier te leven, is de dienaar en hoeder van de Heilige Theobalduskapel. Kluizenaars volgen elkaar op tot in 1968.
Sinds 1970 draagt de Vereniging van de Vrienden van de Hermitage van St. Thibaut en Site Montaigu (Association des Amis de l'Ermitage de Saint-Thibaut et du Site de Montaigu) zorg voor de bescherming en onderhoud van de site, in samenwerking met het Waalse Gewest en de gemeente Rendeux.

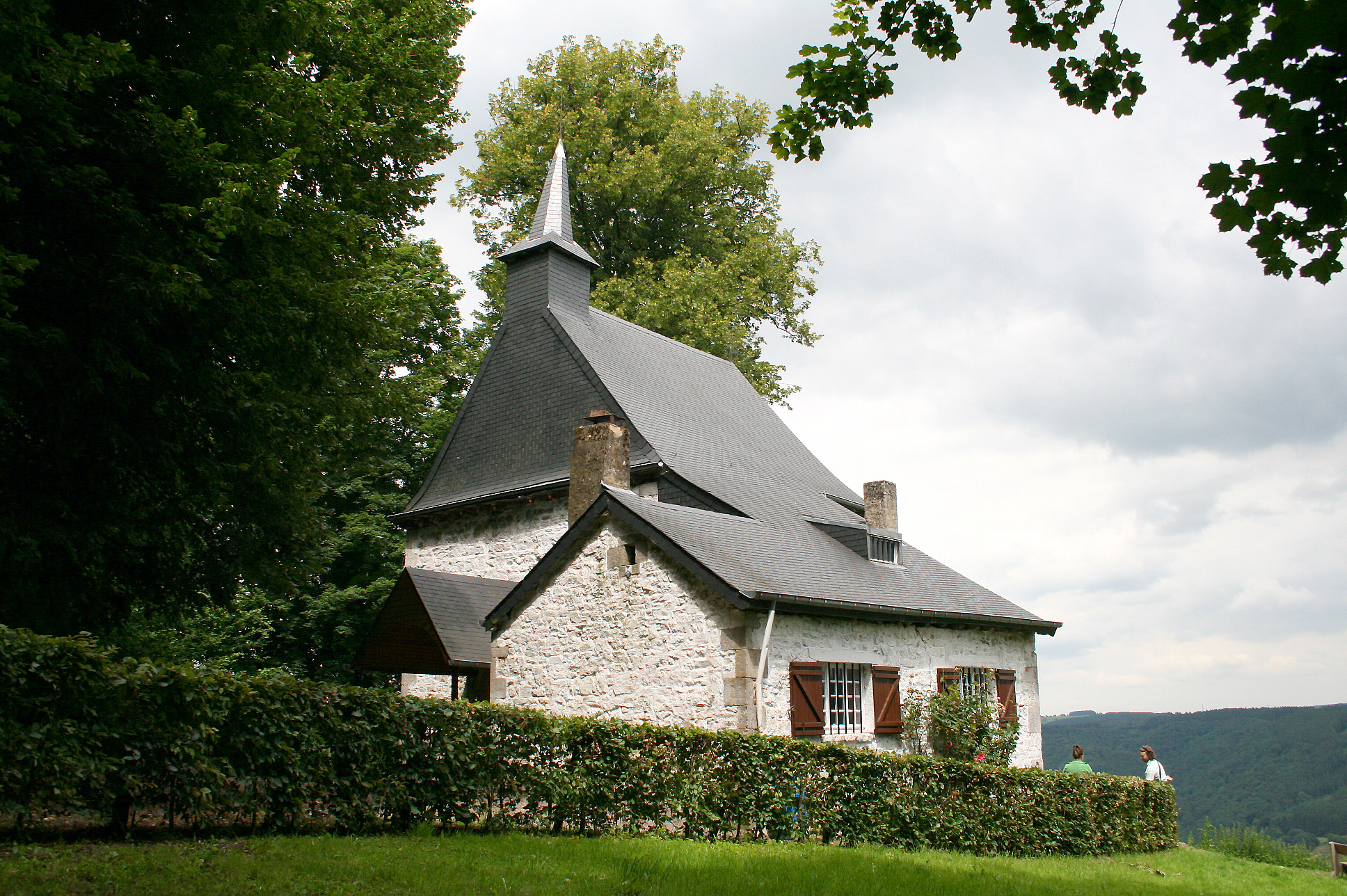
Kluizenaarswoning met kapel
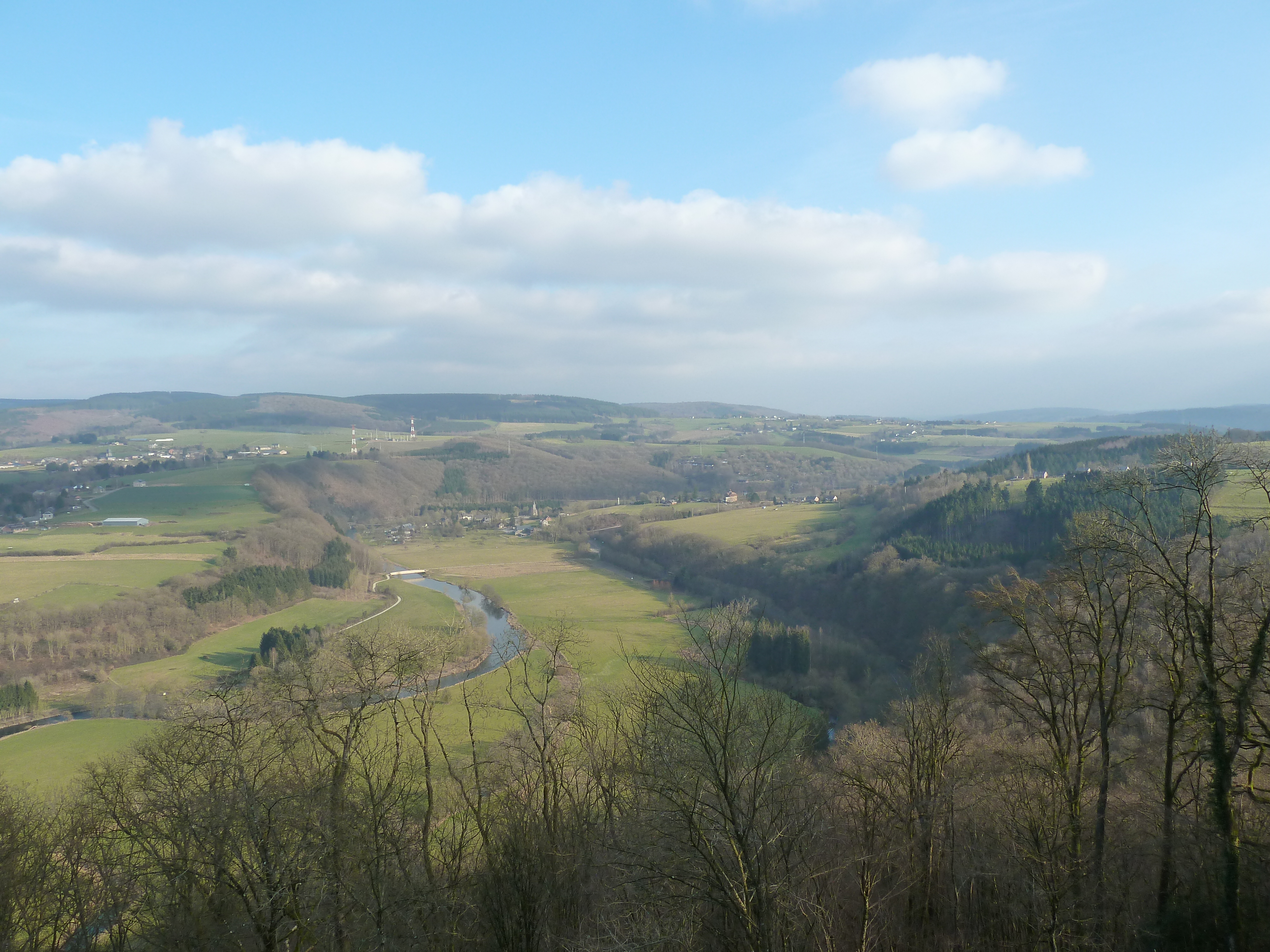
Uitzicht vanaf de kapel richting zuidoosten
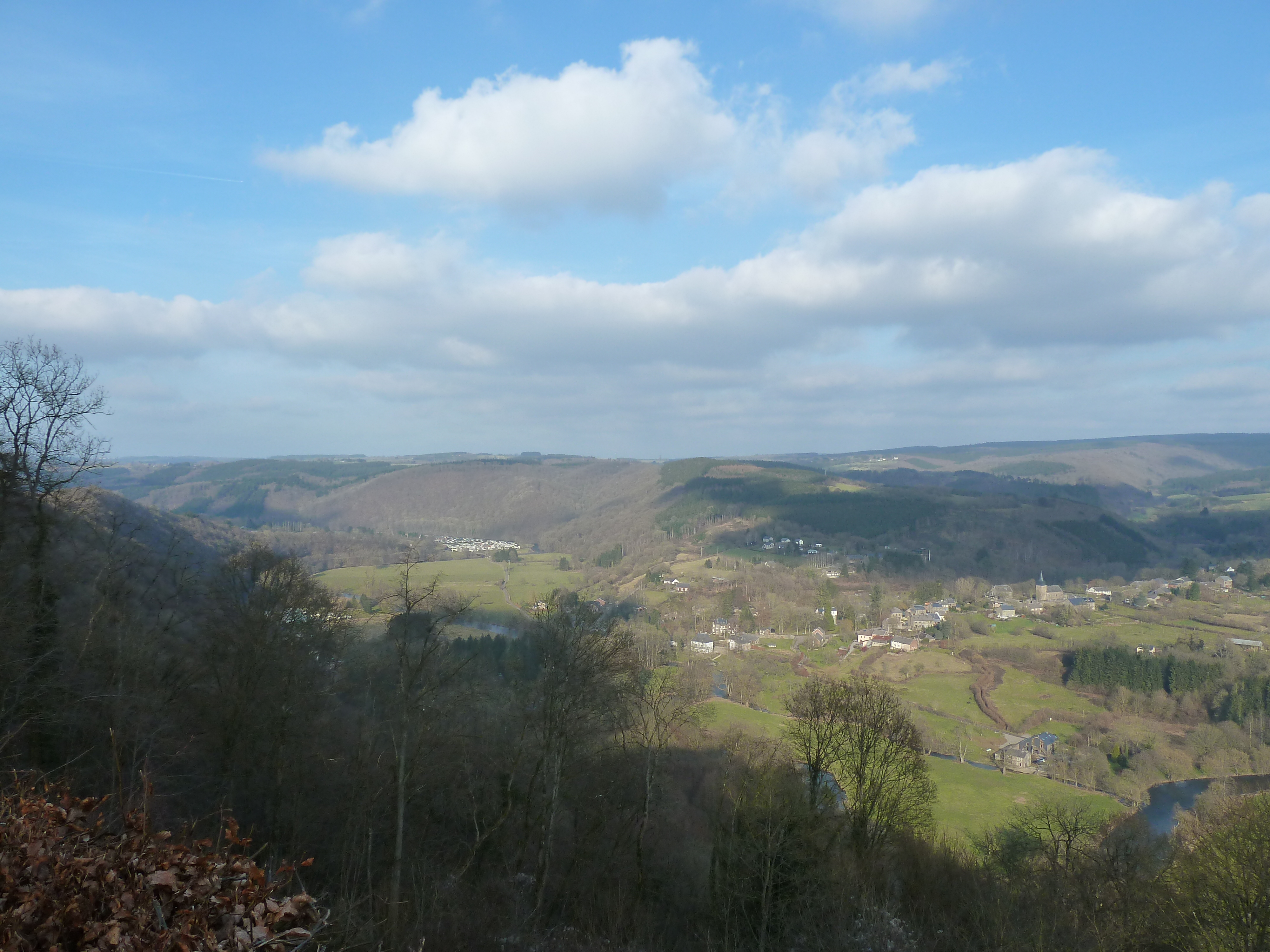
Uitzicht vanaf de kapel richting noordoosten
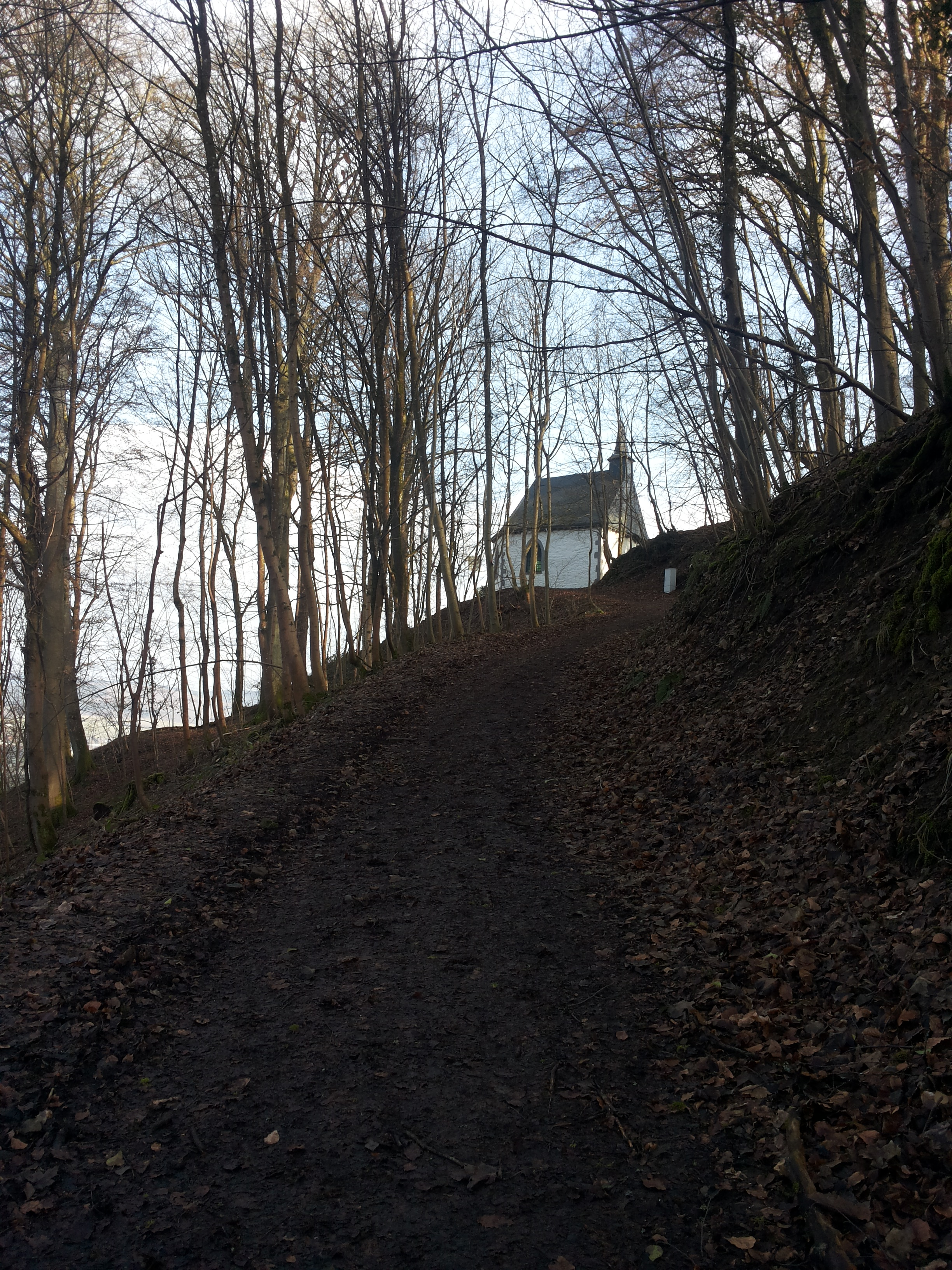
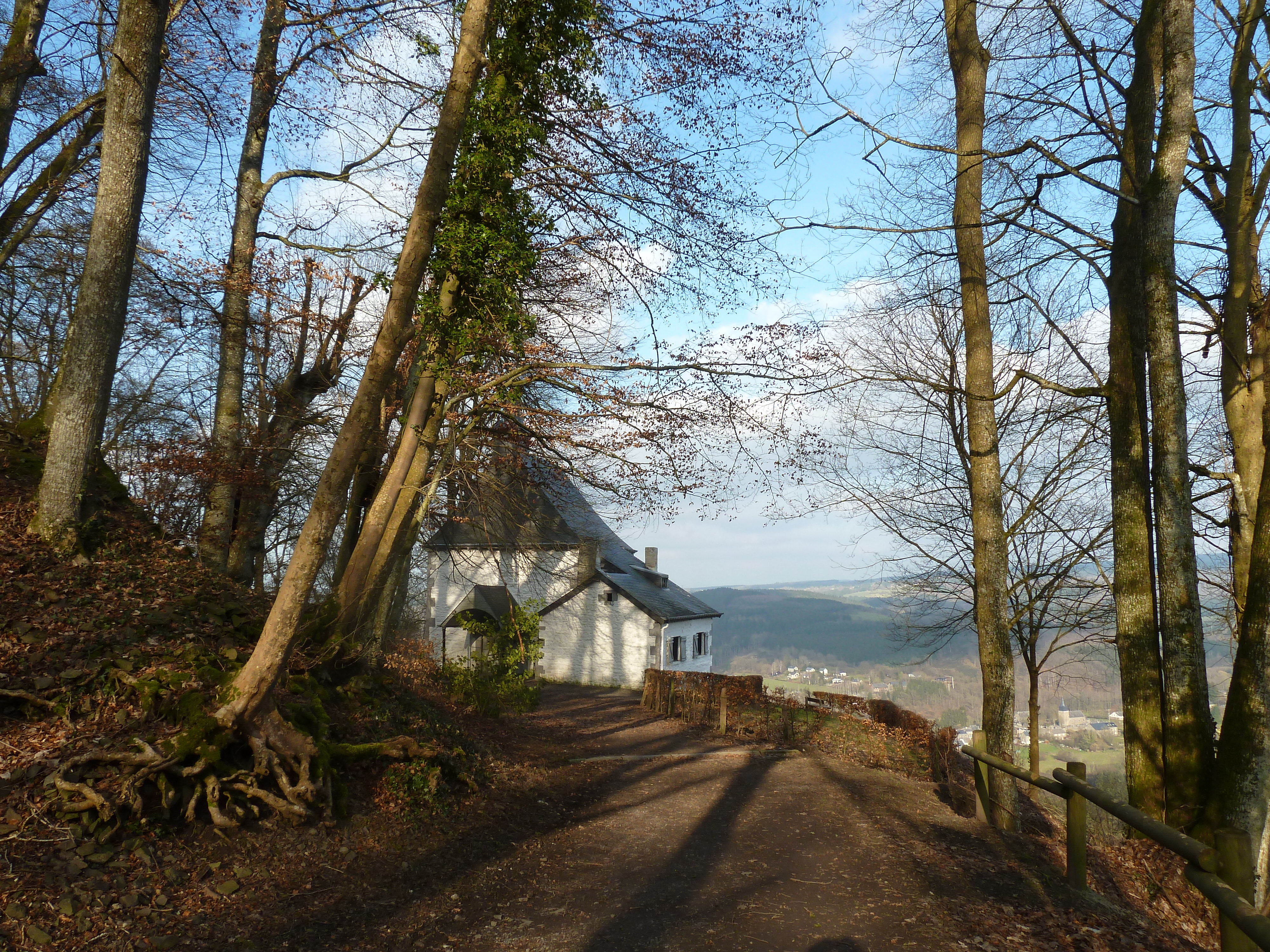
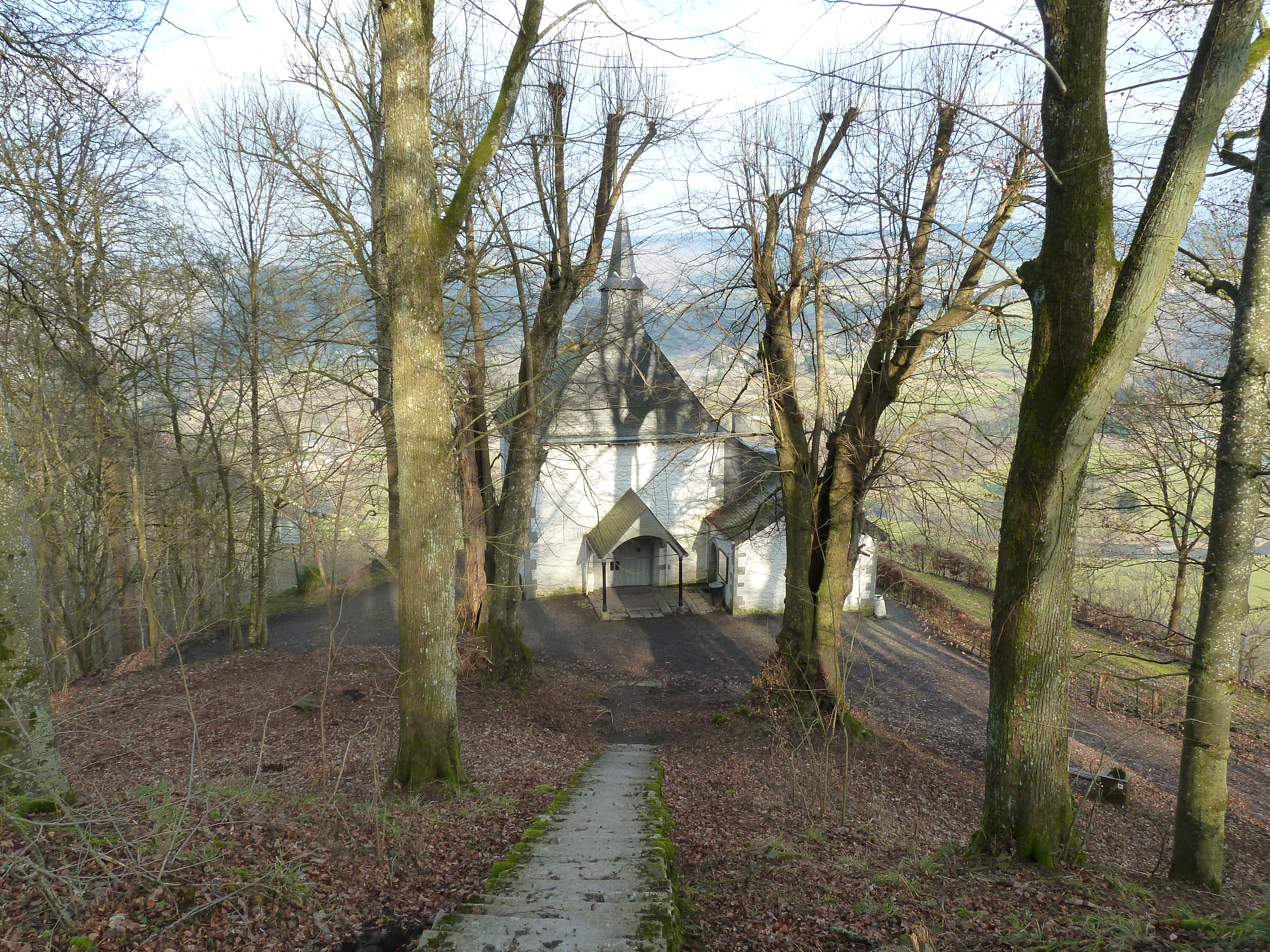
De kapel gezien vanaf de calvarieberg
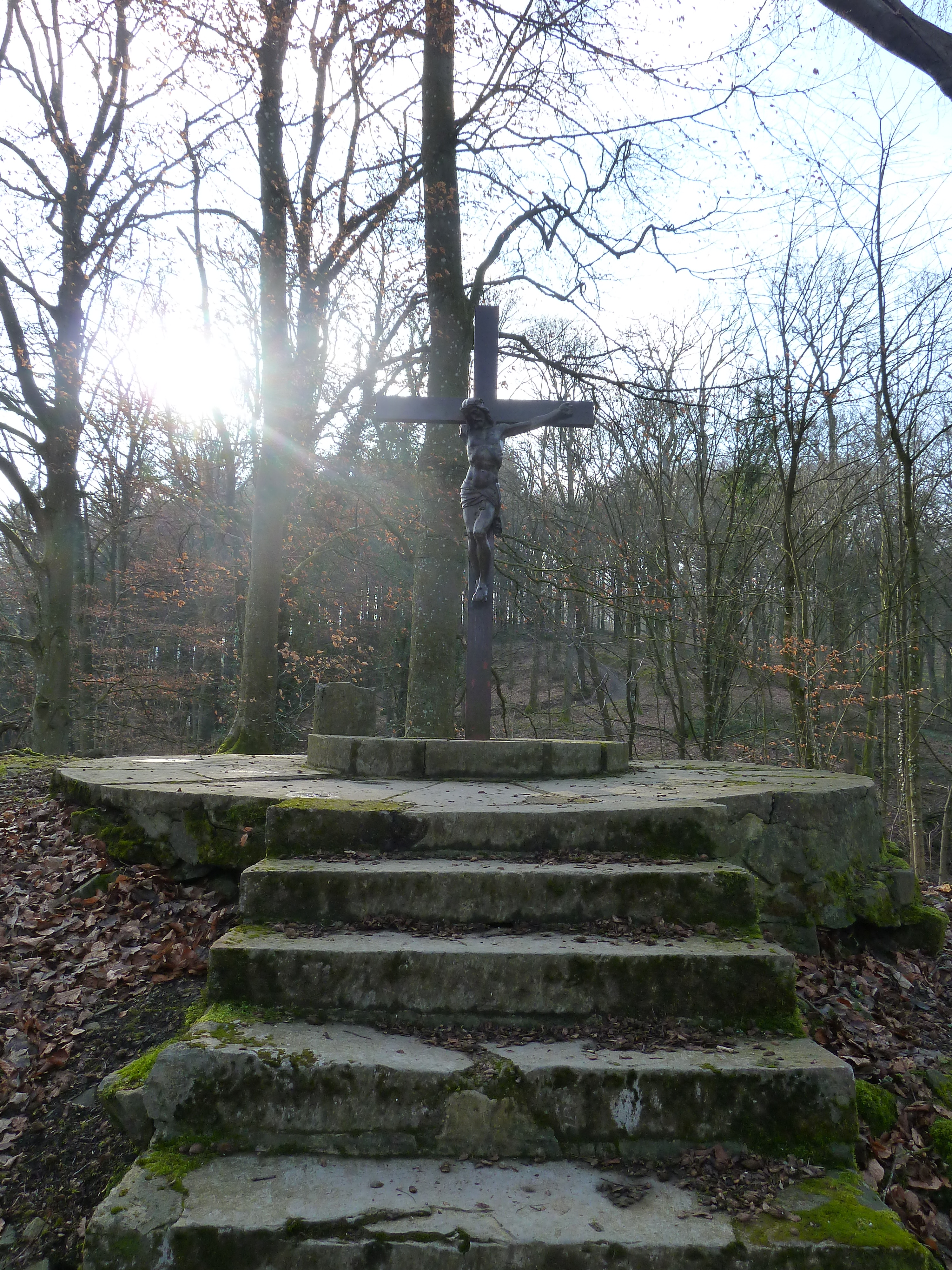
Kruis op de calvarieberg
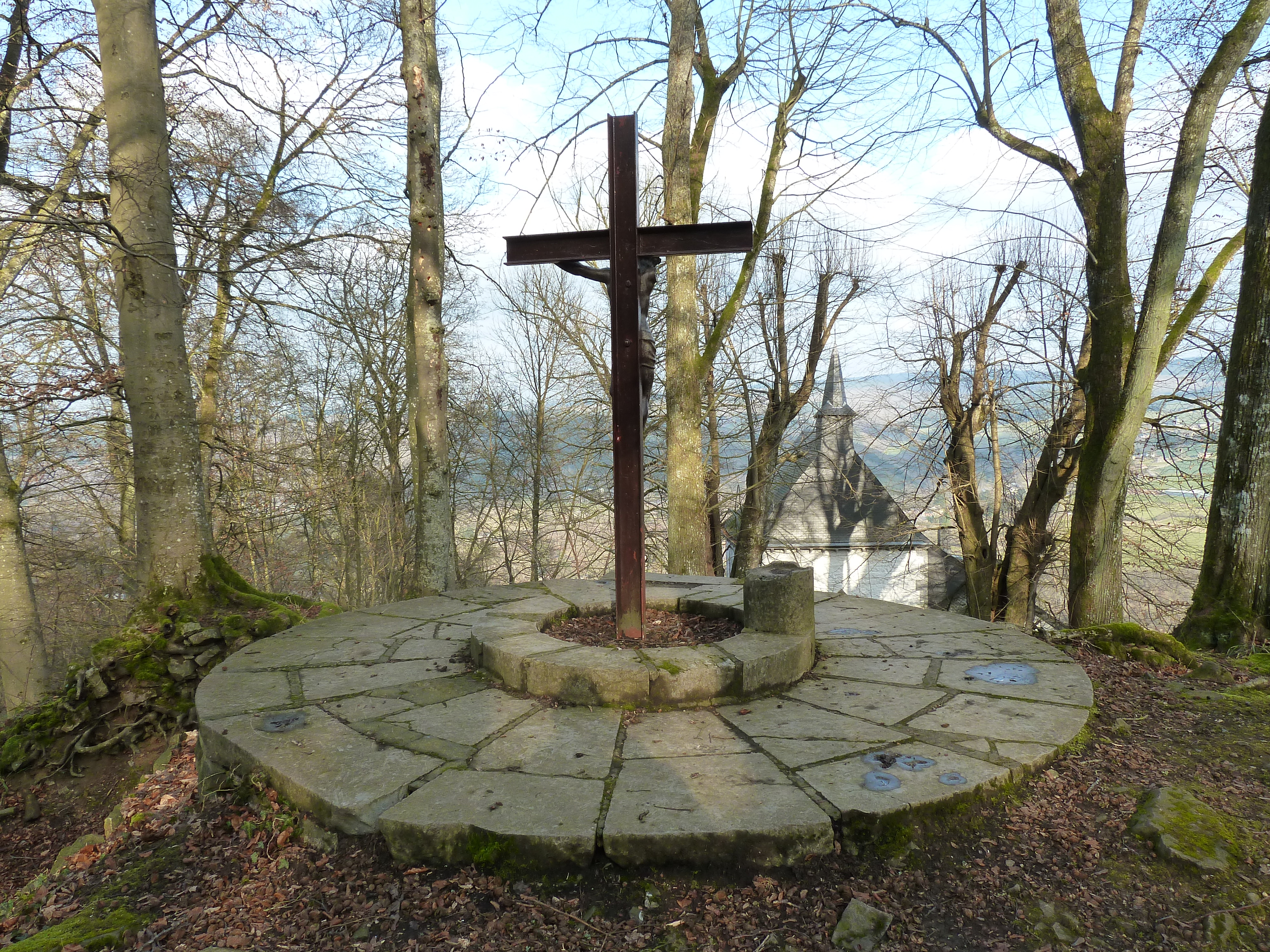
Top van de calvarieberg met de kapel erachter
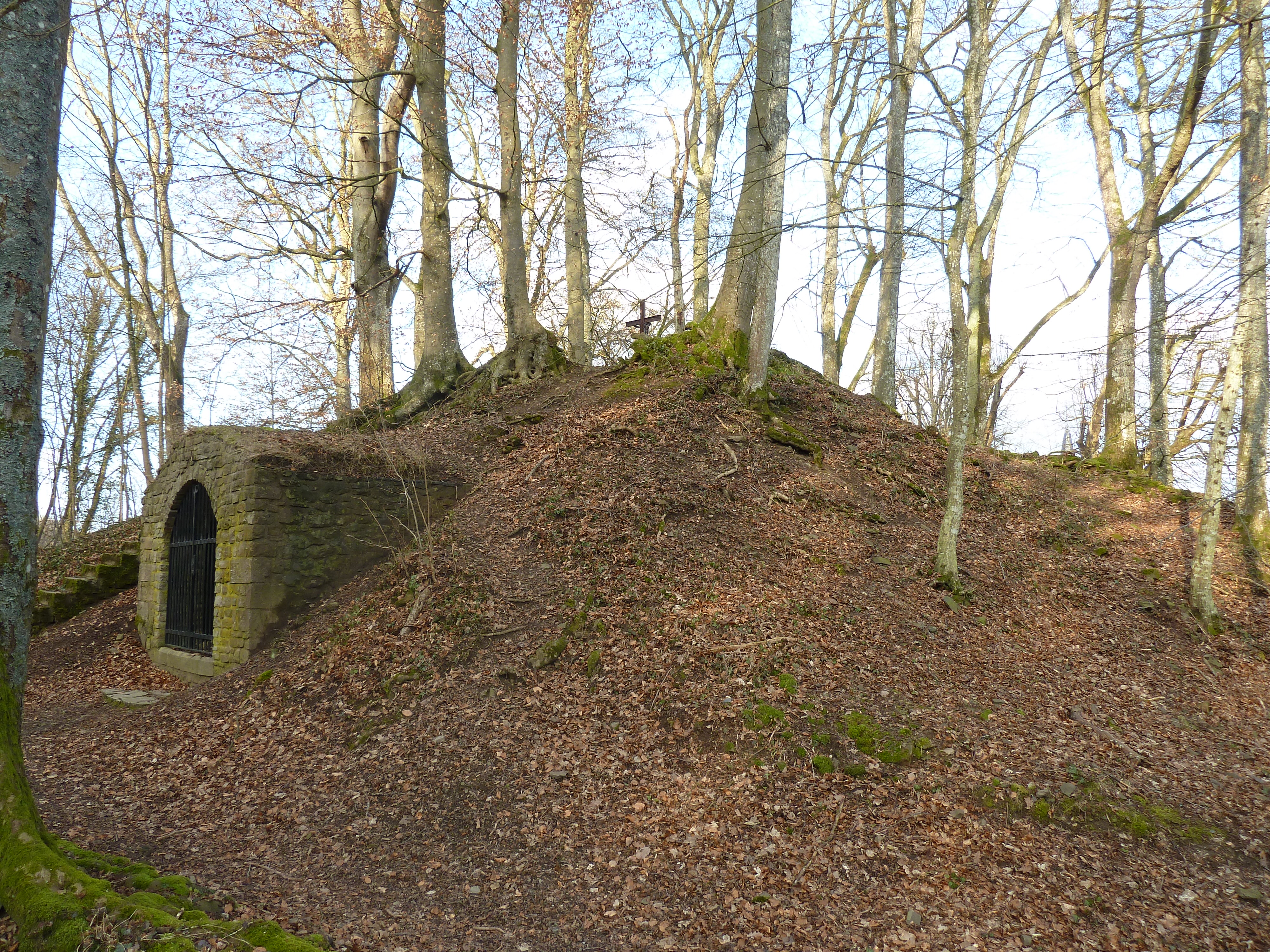
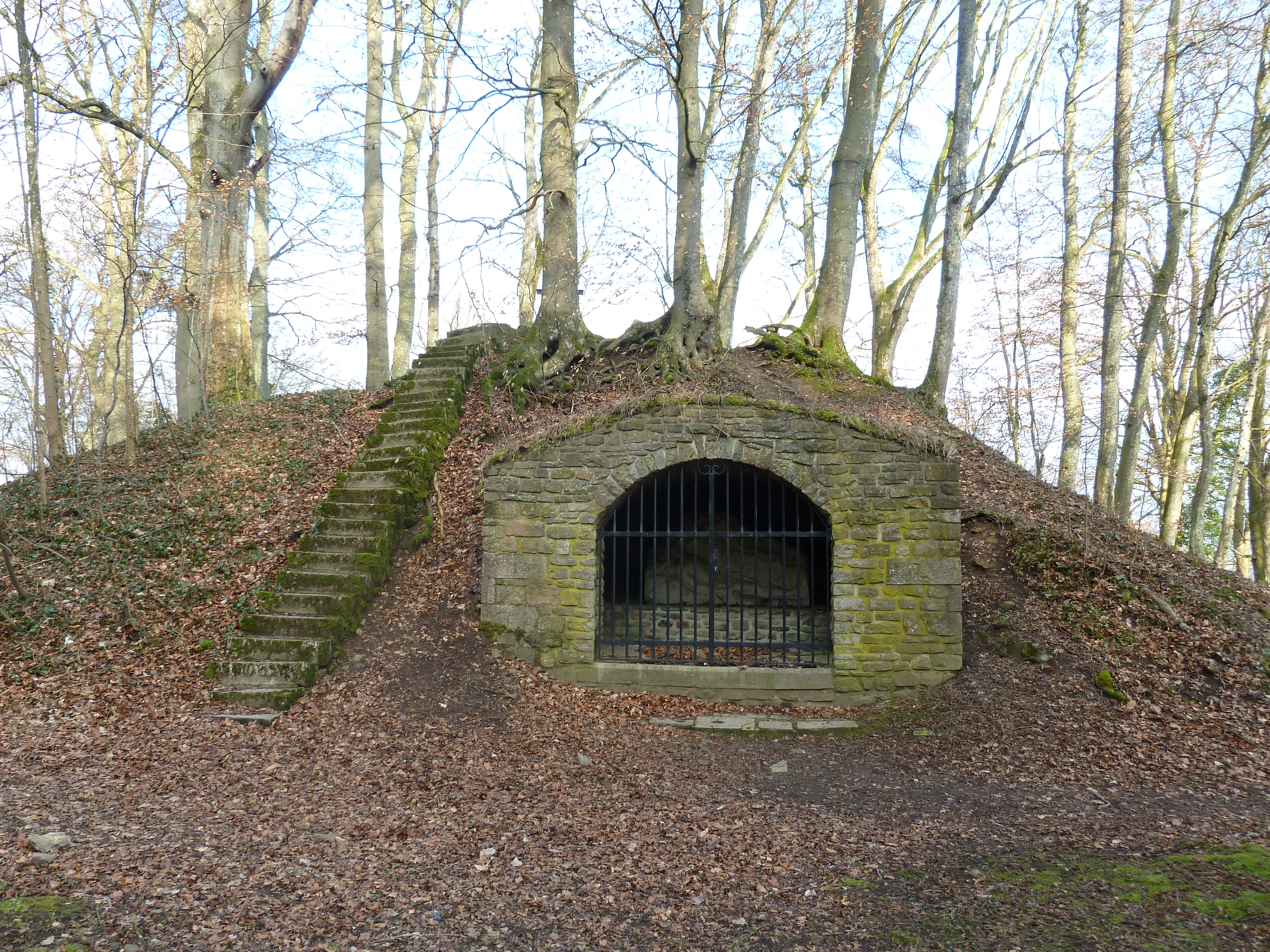
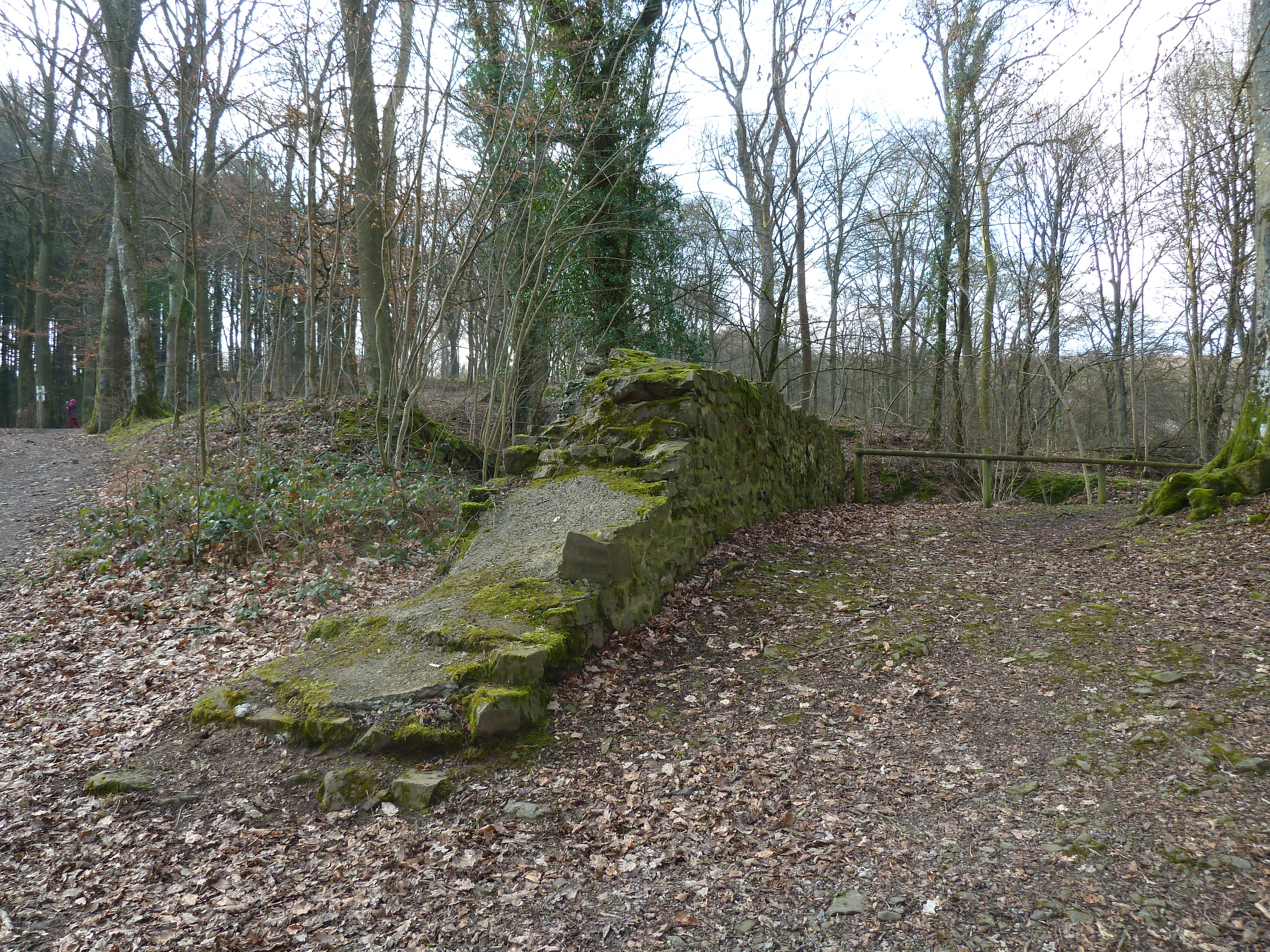
Restanten kasteel
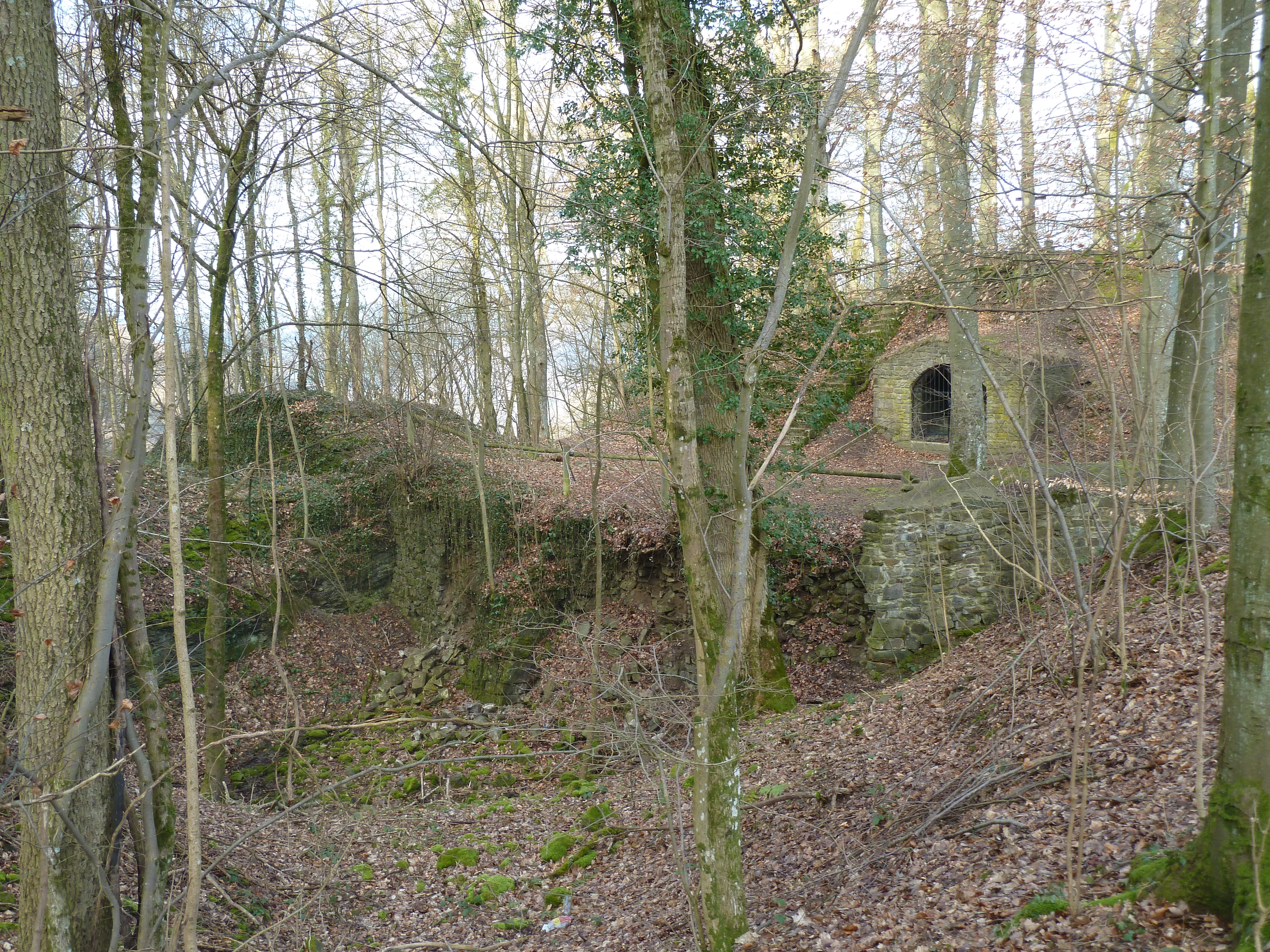
Restanten kasteel
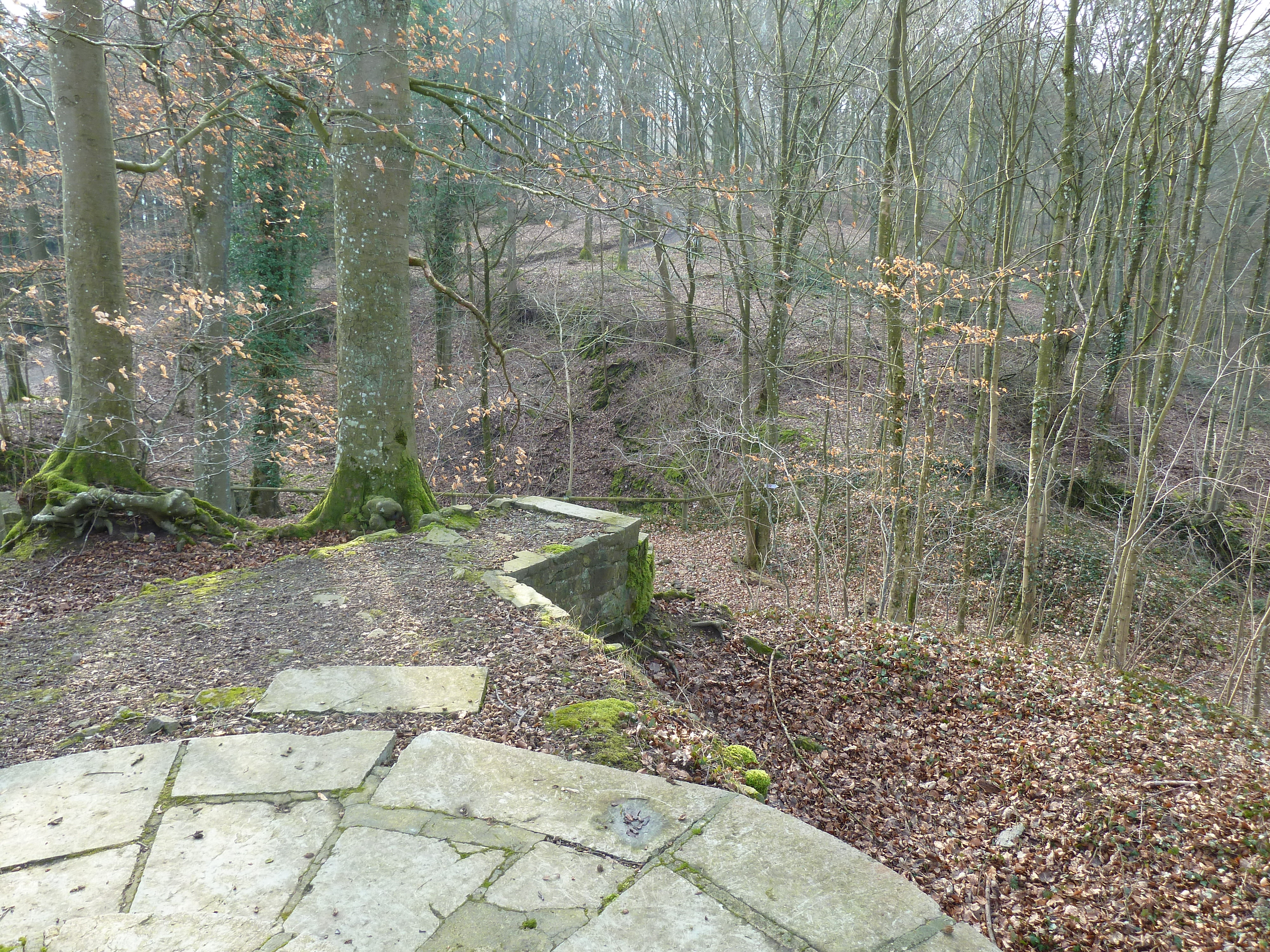